# Condado de St. Louis (Missouri)
O Condado de St. Louis (em inglês:  St. Louis County) é um dos 114 condados do estado americano do Missouri. A sede do condado é Clayton, e sua maior cidade é Florissant. Foi fundado em 1812. A cidade de St. Louis fazia parte do condado até 1876, quando se tornou uma cidade independente.
O condado possui uma área de 1 355 km², dos quais 1 315 km² estão cobertos por terra e 39 km² por água, uma população de 998 954 habitantes, e uma densidade populacional de 759,5 hab/km² (segundo o censo nacional de 2010). É o condado mais populoso do Missouri e o 40º mais populoso dos Estados Unidos.